# オールドマン・パー
オールドマン・パー(英語: oldman par）とは、ゴルフにおける概念。ボビー・ジョーンズが著書『ダウン・ザ・フェアウェイ(Down the Fairway)』で記した概念はゴルフの本質を端的に表すものとして語り継がれている。
オールドマン・パーはバーディーも出さないが、ボギーも出さない。パーおじさんと各ホールで戦うことこそがゴルフなのだとボビー・ジョーンズは述べている。
他のプレイヤーと競うのではなく、ゴルフコースのパーとのみ戦うことの積み重ねが自身のスコアにつながるという考え方である。